# Buka
Buka je svaki neželjen zvuk. Ova definicija proširuje se napomenom da podrazumeva i štetno delovanje zvuka na ljudski organizam. U zakonu definicija je nešto drugačija i glasi da buka u životnoj sredini jeste neželjen ili štetan zvuk. U Direktivi EU pod bukom se podrazumeva štetan zvuk samo kao zvuk u spoljašnjoj sredini koji je nastao usled ljudskih aktivnosti a koje se eksplicitno navode. Štetni efekti su negativni efekti na zdravlje ljudi. Pod ovim se po pravilu podrazumevaju jaki zvuci koji dovode do oštećenja organa sluha, povećanja krvnog pritiska i sl., nasuprot neželjenom zvuku koji se po pravilu odnosi na zvuke male jačine.
Akustični šum je svaki zvuk u akustičkom domenu, bilo nameran (npr. muzika ili govor) ili nenameran. Nasuprot tome, buka u elektronici možda neće biti čujna za ljudsko uho i može zahtevati instrumente za detekciju.
U audio inženjeringu, šum se može odnositi na neželjeni preostali elektronski šum koji izaziva akustičnu buku koja se čuje kao šištanje. Ovaj šum signala se obično meri korišćenjem A-ponderisanja ili ITU-R 468 merenja.
U eksperimentalnim naukama, šum se može odnositi na bilo koje nasumične fluktuacije podataka koje ometaju percepciju signala.

### Zvučna zaštita
Zvučna zaštita je skup mera kojim se obezbeđuje da zvuk (buka) pri prenosu od izvora do mesta prijema, odnosno, u objektu iz jednog u drugi prostor, bude oslabljen. Zvučna zaštita deli se na:
- zvučnu zaštitu objekata (zgrade, objekti visokogradnje) i
- zvučnu zaštitu u spoljašnjem prostoru.

Zvučna zaštita objekta se realizuje pogodnim projektovanim rešenjem i rasporedom prostorija odnosno izvođenjem zvučne izolacije konstrukcija i zaštitom od buke.
Zvučna zaštita u spoljašnjem prostoru obezbeđuje se prostornim i akustičkim planiranjem, urbanističkim rešenjem, zvučnim (akustičkim) barijerama i dr.

## Zaštita od buke (drumskog) saobraćaja

### Merodavnaizolaciona moćbarijereDLR[11]
Merodavna izolaciona moć barijere predstavlja jednobrojnu vrednost zvučne izolacione moći koja je prethodno normalizovana spektrom drumskog saobraćaja. Zvučna izolaciona moć barijere po tercama Ri određuje se po standardnoj proceduri prema ISO 140-3 za tercne opsege od 100 Hz-5 kHz (18 opsega). Na osnovu ovako izmerenih vrednosti Ri, a prethodnom ponderizacijom normalizovanim spektrom buke drumskog saobraćaja izračunava se merodavna izolaciona moć barijere kao jednobrojna vrednost na osnovu relacije:
Na osnovu ovako dobijenih merodavnih vrednosti određuje se kategorija izolacije barijere od vazdušnog zvuka prema tabeli 1:
| Kategorija | DLR [dB]           |
| ---------- | ------------------ |
| B0         | Nije determinisano |
| B1         | <15                |
| B2         | 15 do 24           |
| B3         | 15 do 24           |

### Merodavna apsorpcija barijere
Merodavna apsorpcija barijere predstavlja jednobrojnu vrednost koeficijentom zvučne apsorpcije koji je prethodno normalizovan spektrom drumskog saobraćaja. Koeficijent (zvučne) apsorpcije po tercama αi određuje se po standardnoj proceduri prema ISO 354 za tercne opsege od 100 Hz-5 kHz (18 opsega). Na osnovu ovako izmerenih vrednosti αSi, a prethodnom ponderizacijom normalizovanim spektrom buke drumskog saobraćaja izračunava se koeficijent apsorpcije barijere kao jednobrojna vrednost na osnovu relacije:
Na osnovu ovako dobijenih merodavnih vrednosti određuje se kategorija izolacije barijere od vazdušnog zvuka prema tabeli 2:
| Kategorija | DLα [dB]           |
| ---------- | ------------------ |
| A0         | Nije determinisano |
| A1         | <4                 |
| A2         | 4 do 7             |
| A3         | 8 do 11            |
| A4         | >11                |

### Normalizovani spektar saobraćajne buke
Za potrebe izračunavanja karakteristika barijere koristi se normalizovani spektar saobraćajne buke dat na sl.3. i u tabeli 3. Ovaj spektar u sebi sadrži A ponderizaciju.
| f [Hz]  | 100 | 125 | 160 | 200 | 250 | 315 | 400 | 500 | 630 | 800 | 1 k | 1,25 k | 1,6 k | 2 k | 2,5 k | 3,15 k | 4 k | 5 k |
| ------- | --- | --- | --- | --- | --- | --- | --- | --- | --- | --- | --- | ------ | ----- | --- | ----- | ------ | --- | --- |
| Li [dB] | -20 | -20 | -18 | -16 | -15 | -14 | -13 | -12 | -11 | -9  | -8  | -9     | -10   | -11 | -13   | -15    | -16 | -18 |

### Primarna i sekundarna zvučna zaštita
Sama zvučna zaštita može da se klasifikuje u primarnu ili sekundarnu. Pod primarnom zaštitom podrazumevaju se mere koje se sprovode direktno na izvoru, a pod sekundarnim zaštitne mere koje se sprovode na putu prostiranja. Tako na primer primarna zaštita u saobraćaju obuhvata mere smanjenja nivoa izračene akustičke energije direktno sa motora i drugih agregata na vozilu, mere za prigušenje u izduvnom sistemu, mere na smanjenju aerodinamičkog generisanja akustičke energije, ali i mere na kontaktu pneumatik - kolovozni zastor. Ova poslednja pomenuta, ne ulazeći u moguću i drugačiju filozofiju razmatranja, može da bude svrstana i u grupu sekundarnih mera, ali obrađivači ovog članka ipak smatraju da je adekvatno grupisanje kako je to dato ovim tekstom. Primarna zaštita sistema za klimatizaciju podrazumeva mere koje se sprovode na samom izvoru kao npr. ventilatoru, kompresoru, čileru, motoru i dr. Tako npr. na nekom motoru konstruktivnim merama deluje se na kućište motora, na izbor materijala za osovinu i ležišta, njihovu obradu, tolerancije i sl. Pod sekundarnim merama zaštite od buke koja potiče od drumskog saobraćaja podrazumevaju se sve mere koje se preduzimaju na putu prostiranja zvučnih talasa od izvora do mesta imisije, tačnije čoveka kao osnovnog subjekta zaštite.
Sekundarne mere u okviru sistema za ventilaciju i klimatizaciju mogu da budu: ugradnja prigušivača buke u kanalskoj mreži, spoljašnja obrada kanala za ventilaciju, izbor materijala i debljine kanala, ukrućenja kanala i sl.

### Aktivna i pasivna zaštita
Zvučna zaštita prema načinu delovanja može da se deli na aktivnu i pasivnu zaštitu. Aktivne mere zaštite, u prvom redu prema standardnoj akustičkoj klasifikaciji, podrazumevaju postupak koji se realizuje na sledeći način:
- zvučna energija se sistemom mikrofona snima i prikuplja,
- zatim složenim postupkom obrađuje u vremenskom i frekvencijskom domenu,
- a zatim reemituje na takav način da u tačkama ili zonama imisije, usled efekta superpozicije sa primarno generisanom akustičkom energijom, dovodi do smanjivanja nivoa zvuka ili čak njegovog poništavanja.

Pasivne mere zaštite odnose se na slabljenje koje se realizuje na putu prenosa od izvora do mesta imisije. U prvom redu, kao mere zaštite od buke drumskog saobraćaja, ovde treba pomenuti fasadu i fasadne elemente (prozore, balkonska vrata i sl.) i zatim zvučne barijere.
Ove dve podele mera zaštite na primarne i sekundarne odnosno aktivne i pasivne često se u postojećim studijama procene uticaja na životnu sredinu koriste na pogrešan i neadekvatan način, pa su stoga u ovom članku eksplicitno iznesene definicije i objašnjenje kako ih treba primenjivati da bi isti pojmovi bili usaglašeni sa relevantnom regulativom, stručnom terminologijom i međunarodnim dokumentima.

## Literatura
- Kosko, Bart (2006). Noise. Viking Press. ISBN 978-0-670-03495-6.
- Urban, Felix (2016). Investigating sonic empowerment in urban cultures. Baden-Baden, Tectum.  978-3-8288-3683-9
- Schwartz, Hillel (2011). Making Noise: From Babel to the Big Bang & Beyond. New York: Zone Books. ISBN 978-1-935408-12-3.
- Alberti PW (фебруар 1992). „Noise induced hearing loss”. BMJ. 304 (6826): 522. PMC 1881413 . PMID 1559054. doi:10.1136/bmj.304.6826.522.
- National Institute for Occupational Safety and Health, CDC (1996). Preventing Occupational Hearing Loss - A Practical Guide. Cincinnati: DHHS- 96-110. стр. iii.
- Henderson D, Hamernik RP, Dosanjh DS, Mills JH (1976). Noise-induced hearing loss. New York: Raven. стр. 41—68.
- „CDC - Engineering Noise Control - NIOSH Workplace Safety and Health Topic”. www.cdc.gov. 5. 2. 2018.
- Saunders GH, Griest SE (2009). „Hearing loss in veterans and the need for hearing loss prevention programs”. Noise & Health. 11 (42): 14—21. PMID 19265249. doi:10.4103/1463-1741.45308 .
- Carter L, Williams W, Black D, Bundy A (2014). „The leisure-noise dilemma: hearing loss or hearsay? What does the literature tell us?”. Ear and Hearing. 35 (5): 491—505. PMID 25144250. S2CID 5606442. doi:10.1097/01.aud.0000451498.92871.20.
- Agius B. „Noise induced hearing loss”. Health, Work & Environment. Архивирано из оригинала 17. 06. 2023. г. Приступљено 30. 05. 2023.
- Phatak SA, Yoon YS, Gooler DM, Allen JB (новембар 2009). „Consonant recognition loss in hearing impaired listeners”. The Journal of the Acoustical Society of America. 126 (5): 2683—94. Bibcode:2009ASAJ..126.2683P. PMC 2787079 . PMID 19894845. doi:10.1121/1.3238257.
- Lowth, Mary (2013). „Hearing Problems”. Patient.
- Münzel, Thomas; Kröller-Schön, Swenja; Oelze, Matthias; Gori, Tommaso; Schmidt, Frank P.; Steven, Sebastian; Hahad, Omar; Röösli, Martin; Wunderli, Jean-Marc; Daiber, Andreas; Sørensen, Mette (2020). „Adverse Cardiovascular Effects of Traffic Noise with a Focus on Nighttime Noise and the New WHO Noise Guidelines”. Annual Review of Public Health. 41: 309—328. PMID 31922930. doi:10.1146/annurev-publhealth-081519-062400 .
- Münzel T, Schmidt FP, Steven S, Herzog J, Daiber A, Sørensen M (фебруар 2018). „Environmental Noise and the Cardiovascular System”. Journal of the American College of Cardiology. 71 (6): 688—697. PMID 29420965. doi:10.1016/j.jacc.2017.12.015 .
- Kerns E, Masterson EA, Themann CL, Calvert GM (јун 2018). „Cardiovascular conditions, hearing difficulty, and occupational noise exposure within US industries and occupations”. American Journal of Industrial Medicine. 61 (6): 477—491. PMC 6897488 . PMID 29537072. doi:10.1002/ajim.22833.
- Passchier-Vermeer W, Passchier WF (март 2000). „Noise exposure and public health”. Environmental Health Perspectives. 108 Suppl 1 (Suppl 1): 123—31. JSTOR 3454637. PMC 1637786 . PMID 10698728. doi:10.1289/ehp.00108s1123.
- Rosenhall U, Pedersen K, Svanborg A (август 1990). „Presbycusis and noise-induced hearing loss”. Ear and Hearing. 11 (4): 257—63. PMID 2210099. doi:10.1097/00003446-199008000-00002.
- Schmid RE (2007-02-18). „Aging nation faces growing hearing loss”. CBS News. Архивирано из оригинала 2007-11-15. г. Приступљено 2007-02-18.
- „Noise: Health Effects and Controls” (PDF). University of California, Berkeley. Архивирано из оригинала (PDF) 2007-09-25. г. Приступљено 2007-12-22.
- Kerns, Ellen; Masterson, Elizabeth A.; Themann, Christa L.; Calvert, Geoffrey M. (2018). „Cardiovascular conditions, hearing difficulty, and occupational noise exposure within US industries and occupations”. American Journal of Industrial Medicine (на језику: енглески). 61 (6): 477—491. PMC 6897488 . PMID 29537072. doi:10.1002/ajim.22833.
- Kryter, Karl D. (1994). The handbook of hearing and the effects of noise: physiology, psychology, and public health. Boston: Academic Press. ISBN 978-0-12-427455-6.
- „10. Noise” (PDF). Natural Resources and the Environment 2006. 2006. стр. 188—189. Архивирано из оригинала (PDF) 14. 11. 2011. г.
- Li, Ang; Martino, Erika; Mansour, Adelle; Bentley, Rebecca (2022). „Environmental Noise Exposure and Mental Health: Evidence From a Population-Based Longitudinal Study”. American Journal of Preventive Medicine. 63 (2): e39—e48. doi:10.1016/j.amepre.2022.02.020.
- „Noise in Europe 2014”. European Environment Agency.
- Godwin, Richard (3. 7. 2018). „Sonic doom: how noise pollution kills thousands each year”. The Guardian — преко www.theguardian.com.
- „Refraction of Sound”. Архивирано из оригинала 2013-03-18. г. Приступљено 2013-02-20.

## Spoljašnje veze
- Guidelines for Community Noise, World Health Organization, 1999
- Audio Measuring Articles – Electronics Архивирано на веб-сајту  (7. август 2016)
- Mohr on Receiver Noise: Characterization, Insights & Surprises
- Noise voltage – Calculation and Measuring of Thermal Noise
- Noise at work European Agency for Safety and Health at Work (EU-OSHA)
- Mountain & Plains ERC: A NIOSH Education and Research Center for Occupational & Environmental Health & Safety Архивирано на веб-сајту  (20. август 2011)
- US National Institute for Occupational Safety and Health, – Noise
- European noise laws
- Noise Pollution Clearing House
- Introduction to the fundamentals of acoustic engineering